# Onthophagus kryzhanovskii
Onthophagus kryzhanovskii är en skalbaggsart som beskrevs av Kabakov 1982. Onthophagus kryzhanovskii ingår i släktet Onthophagus och familjen bladhorningar. Inga underarter finns listade i Catalogue of Life.